# Брюхов, Василий Павлович
Васи́лий Па́влович Брю́хов (9 января 1924, Оса, Уральская область — 25 августа 2015, Москва) — советский офицер, танкист-ас, участник Великой Отечественной войны, Герой Российской Федерации (1995), генерал-лейтенант.

## Детство и молодость
Василий Павлович Брюхов родился 9 января 1924 года в семье рабочего в городе Оса Осинского района Сарапульского округа Уральской области, ныне район входит в Пермский край.
Среднюю школу окончил в 1941 году. Был чемпионом школы, города, района, области по лыжам, а также капитаном городской юношеской футбольной команды «Спартак».

## Великая Отечественная война

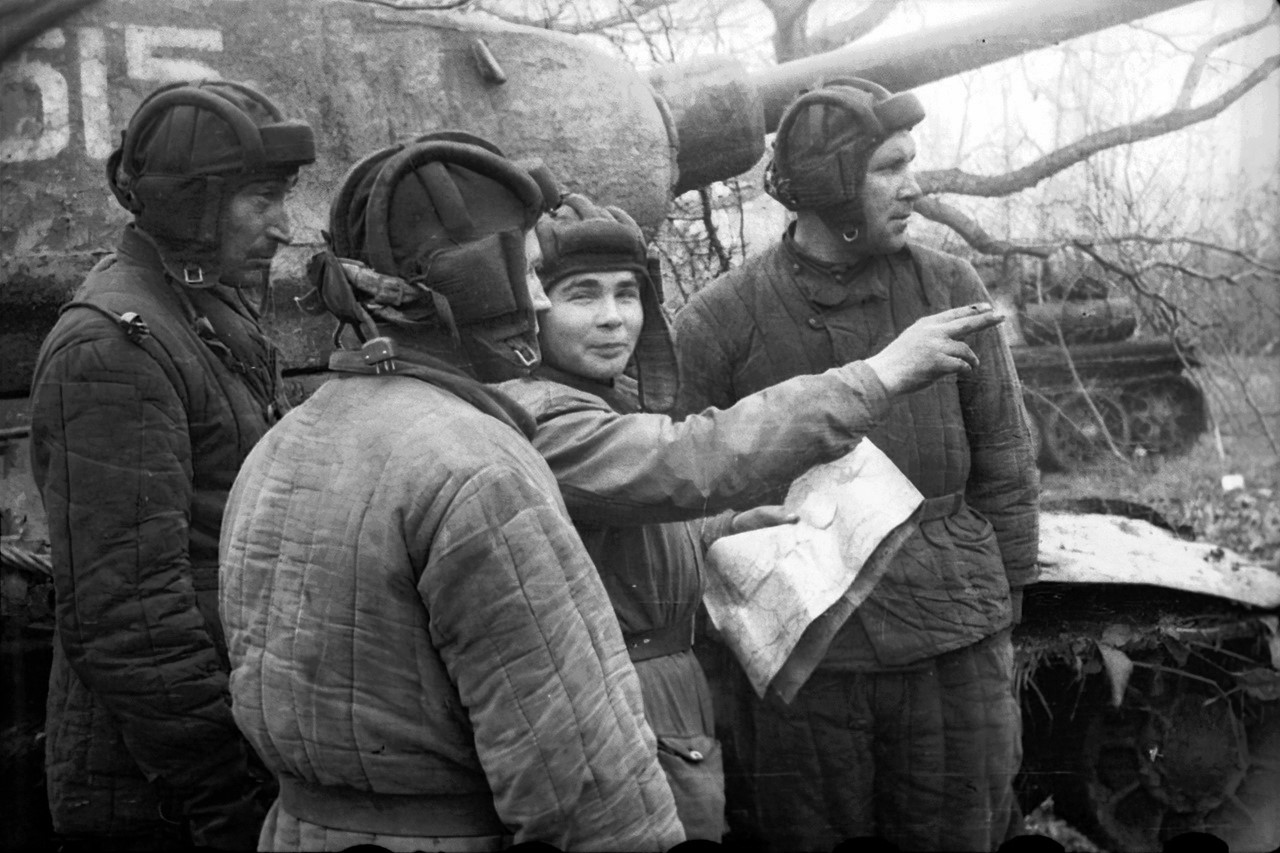
Командир роты старший лейтенант В. П. Брюхов у танка Т-34-85 объясняет маршрут движения механикам-водителям головных машин взводов. Ноябрь 1944 г. Фото О. Ландер было опубликовано в газете «Комсомольская правда» от 12.01.1945 года.

В сентябре 1941 года Василий Брюхов был призван в Красную Армию и, как чемпион области по лыжам, зачислен в 1-й отдельный истребительный лыжный батальон. В ноябре 1941 года во время следования на фронт железнодорожный эшелон с батальоном подвергся налёту немецкой авиации, а Василий Павлович был ранен в плечо и контужен. После излечения в госпитале направлен на учёбу в Пермское авиационное техническое училище, а затем в Сталинградское военное танковое училище, которое осенью 1942 года было эвакуировано в город Курган. По окончании училища в апреле 1943 года лейтенант Василий Брюхов был аттестован на должность командира взвода, и направлен в 6-й запасной танковый полк, г. Челябинск. Танки ещё не были готовы, В. П. Брюхов пошёл работать на завод, освоил полуавтоматический токарный станок, две недели работал на расточке блоков цилиндров. В июне 1943 года назначен командиром танка Т-34-76 в 159-й танковой бригаде 2-го танкового корпуса. Боевое крещение получил в Курской битве. После Прохоровки 159-ю танковую бригаду передали в состав 1-го танкового корпуса генерала В. В. Буткова и перебросили на Центральный фронт для наступления на Орел. В одном из боёв В. П. Брюхов был контужен. В ноябре-декабре 1943 года корпус воевал на 2-м Прибалтийском фронте, в районе Невеля. В дальнейшем принимал участие в освобождении Украины, Молдавии в составе 170-й танковой бригады.
В Ясско-Кишиневской операции экипаж танка Т-34-85 под командованием лейтенанта Брюхова подбил девять немецких танков.
С ноября 1944 года — командир танковой роты.
В ожесточённых боях по освобождению Венгрии Василий Брюхов возглавил передовой отряд 170-й танковой бригады, который ночью, пройдя по тылам противника, вышел к реке Тиса, захватил мосты и совместно с танкистами 181-й танковой бригады перерезал пути отхода мощной группировке гитлеровских войск.
В одном из ожесточенных боев на территории Венгрии он захватил две вражеские карты с нанесенным расположением войск противника под Будапештом. За это старший лейтенант  В. П. Брюхов был награждён орденом Суворова III степени. За участие в этих боях и личное мужество и героизм, проявленные в боях при переходе государственной границы Румынии с Венгрией в районе города Баттонья 23 сентября 1944 года, командование представило Брюхова В. П. 10 ноября 1944 года к званию Героя Советского Союза, которого он так и не был удостоен…
В боях уничтожил и подбил 28 немецких танков. Сам 9 раз покидал свою горевшую боевую машину.
Победу встретил в Австрии, западнее города Амштеттен, в районе реки Энс.

## Послевоенная служба
После войны В. П. Брюхов продолжал службу в Вооружённых Силах СССР на различных командных должностях. Окончил Военную ордена Ленина академию бронетанковых и механизированных войск Красной Армии имени И. В. Сталина (1947—1952), Военно-политическую академию имени В. И. Ленина (1959—1960), затем Военную академию Генерального штаба Вооружённых Сил СССР (1963—1965), Дипломатические курсы.
После окончания войны служил командиром танкового батальона в Прикарпатском военном округе до 1947 года.  В 1952 году назначен старшим офицером оперативного отдела 3-й гвардейской механизированной армии Группы советских войск в Германии (ГСВГ), но в том же 1952 году стал офицером по особым поручениям Главнокомандующего ГСВГ генерала армии Василия Чуйкова а с мая 1952 по октябрь 1953 года офицером по особым поручениям Главнокомандующего ГСВГ Гречко. С октября 1953 года — начальник оперативного отделения штаба 19-й гвардейской мотострелковой дивизии. С 1954 года — командир 26-го танкового полка 19-й гвардейской мотострелковой дивизии. С 1958 по 1959 годы — начальник политотдела 52-й мотострелковой дивизии. С 1960 — начальник политотдела мотострелковой дивизии Одесского военного округа, г. Феодосия.
С 7 августа 1965 по 22 мая 1969 года командовал 59-й гвардейской мотострелковой дивизией 14-й гвардейской общевойсковой армии Одесского военного округа, г. Тирасполь. Тогда же, 25 октября 1967 года, ему было присвоено воинское звание генерал-майор.
В июле 1969 года назначен главным военным советником Верховного главнокомандующего — президента Йеменской Арабской Республики Абдурахмана аль Арьяни (Северный Йемен). В указе президента ЙАР было написано, что генерал-майор Василий Брюхов награждается орденом Мариба «за выдающиеся заслуги по защите революционных завоеваний, борьбу с монархистами на севере страны и большой вклад в создание, развитие и укрепление вооруженных сил республики». Начальник Генерального штаба вооруженных сил ЙАР полковник Мисвари доставил орден в посольство СССР в Йемене через несколько дней после отлета Брюхова в Москву в октябре 1971 года и поэтому передал орден через посла СССР в ЙАР Мирзо Рахматова.
По возвращении в СССР в 1971 году Василий Павлович направлен в Чернигов на должность заместителя командующего по боевой подготовке 1-й гвардейской армии Киевского военного округа (с января 1972), с июля 1972 — первый заместитель командующего 5-й армией Дальневосточного военного округа в Уссурийске. С августа 1973 года по 1985 год проходил службу в Главном управлении кадров Министерства обороны СССР в должности заместителя начальника, а с апреля 1974 — начальника 1-го управления Главного управления кадров Министерства обороны СССР.
В ноябре 1985 года уволился в запас в звании генерал-лейтенанта.

## После ухода в запас
С 1986 года В. П. Брюхов возглавлял Совет ветеранов 5-й гвардейской танковой армии, являлся заместителем председателя Совета ветеранов 2-го Украинского, Степного и Забайкальского фронтов. Был членом Координационного совета ветеранов стран СНГ и одним из инициаторов создания Межгосударственного Союза Городов‑Героев.
Автор нескольких книг о Великой Отечественной войне.
Указом президента России от 16 декабря 1995 года за мужество и героизм, проявленные в борьбе с немецко-фашистскими захватчиками в Великой Отечественной войне 1941—1945 годов, генерал-лейтенанту в отставке Брюхову Василию Павловичу присвоено звание Героя Российской Федерации.
Василий Павлович Брюхов скончался 25 августа 2015 года в Москве.
Похоронен с воинскими почестями на Федеральном военном мемориальном кладбище в Мытищах.

## Награды
- Герой Российской Федерации (16 февраля 1995) — за мужество и героизм, проявленные в борьбе с немецко-фашистскими захватчиками в Великой Отечественной войне 1941-1945 годов
- орден Октябрьской Революции (1984)
- 2 ордена Красного Знамени (16 сентября 1944[6], 1967)
- орден Суворова III степени (22 февраля 1945)[7][8]
- орден Отечественной войны I степени (11 марта 1985)
- орден Трудового Красного Знамени (1973)
- орден Красной Звезды (1978)
- медаль «За боевые заслуги» (1953)
- Медаль «За взятие Будапешта»
- Медаль «За взятие Вены»
- Медаль «За освобождение Праги»
- Медаль «Ветеран Вооружённых Сил СССР» (1984)
- Медаль «За укрепление боевого содружества» (1980)
- ряд других медалей СССР и России

Иностранные награды
- орден Мариба (Йеменская Арабская Республика, октябрь 1971)[10]
- Орден «9 сентября 1944 года» I степени с мечами (Народная Республика Болгария, 22 января 1985)
- Орден Тудора Владимиреску III степени  (Социалистическая Республика Румыния, 1 октября 1974)
- Орден Красной Звезды (Венгерская Народная Республика)
- Медаль «100 лет Освобождения Болгарии от османского рабства»
- Медаль «90 лет со дня рождения Георгия Димитрова» (1974)
- Медаль «100 лет со дня рождения Георгия Димитрова»
- Медаль «1300 лет Болгарии» (1982)
- Медаль «Братство по оружию» II степени в серебре (Германская Демократическая Республика, 1979)
- Медаль «За укрепление дружбы по оружию» I степени (ЧССР)
- Медаль «Братство по оружию» (Польша)
- Медаль «За боевое содружество» I степени (Венгрия, 1980)
- Медаль «30 лет Халхин-Гольской Победы» (Монголия, 1969)
- Медаль «60 лет Вооруженным силам МНР» (Монголия, 1981)
- Медаль «20-я годовщина Революционных Вооруженных сил Кубы» (1976)
- Заслуженный работник культуры Молдавии
- Почётный гражданин городов Оса (Пермский край), Баттонья и Мако (Венгерская Республика)

## Память
- Муниципальное общеобразовательное учреждение «Осинская средняя общеобразовательная школа № 1 имени Героя Российской Федерации Василия Павловича Брюхова» (2004)

## Сочинения
- Брюхов В. П. Они были крепче брони. — М.: Авангардъ, 2005. — 448 с. — 300 экз. — ISBN 5-93708-031-9.
- Брюхов В. П. Бронебойным, огонь! Воспоминания танкового аса. — М.: Эксмо; Яуза, 2009. — 384 с. — (Вторая мировая война: Красная армия всех сильней!). — 4000 экз. — ISBN 978-5-699-35353-8.
- Брюхов В. П. Воспоминания танкового аса. // В кн.: Танкисты Великой Отечественной. — Москва: Яуза; Эксмо, 2010. — 780 с. — (Танковый бестселлер); ISBN 978-5-699-41890-9.
- Брюхов В. П. Правда танкового аса. — Москва: Яуза; Эксмо, 2013. — 380 с. — (Победители. Фронтовые мемуары).; ISBN 978-5-73549-2.[11]
- Бронетанковые войска / [aвтор-составитель Брюхов В. П.] — М.: Голос-Пресс, 2006. — 335 с. — (Ратная слава России); ISBN 5-7117-0418-4.

## Семья
- Отец — Павел Семёнович Брюхов (1894 года рождения),
- Мать — Надежда Никифоровна Брюхова (Кобелева) (1901 года рождения),
- Жена — Екатерина Дмитриевна Брюхова (1924 года рождения),
- Дочь — Надежда Васильевна Верхогляд (1950 года рождения),
- Внучка — Ирина Викторовна Верхогляд (1974 года рождения), доктор медицинских наук.
- Правнучка Наоми (2012 года рождения)